# Tellervo formosa
Tellervo formosa is een vlinder uit de familie Nymphalidae. De wetenschappelijke naam van de soort is voor het eerst geldig gepubliceerd in 1880 door Frederick DuCane Godman.